# 村越篤
村越 篤（むらこし あつし、1978年2月12日 - ）は、愛媛県出身の競艇選手。香川支部所属。登録番号3907。

## 来歴
- 1997年5月9日、丸亀競艇場｢デイリースポーツカップ｣でデビュー。
- 1997年7月15日、下関競艇場｢日刊サマーカップ｣第1レースで初勝利。
- 2000年1月23日、浜名湖競艇場｢一般競走｣で初優勝。
- 2003年2月2日、丸亀競艇場｢第17回新鋭王座決定戦｣でG1初優出。
- 2016年10月2日、江戸川競艇場｢江戸川大賞　開設61周年記念｣でG1初優勝。
- 2016年10月13日、徳山競艇場｢G1徳山クラウン争奪戦　開設63周年記念競走｣第3レースで通算1,000勝達成。[1]

## SG・G1・G2優勝歴

### G1
- 江戸川大賞　開設61周年記念（2016年10月2日・江戸川競艇場）